# Ahmed Ibrahim Ali
Ahmed Ibrahim Ali (15 de novembro de 1970) é um ex-futebolista profissional emiratense, que atuava como meia.

## Carreira
Ahmed Ibrahim Ali se profissionalizou no Al-Sharjah.

## Seleção
Ahmed Ibrahim Ali integrou a Seleção Emiratense de Futebol na Copa das Confederações de 1997.

## Títulos
Emirados Árabes Unidos
- Copa da Ásia de 1996: 2º Lugar